# Compsoptera inouei
Compsoptera inouei là một loài bướm đêm trong họ Geometridae.